# Maytenus harrisii
Maytenus harrisii là một loài thực vật thuộc họ Celastraceae. Đây là loài đặc hữu của Jamaica.